# Ан-4
Ан-4 — гидросамолёт с поплавковым шасси конструкции КБ Антонова, выполнен на базе биплана Ан-2.

## История создания
Работы по созданию самолёта на поплавковом шасси под названием Ан-2В начались ещё в 1950 году. Первый полёт Ан-2В, за штурвалом которого находился В. А. Диденко, совершил 31 июля 1951 года. В августе 1951 года прошли заводские испытания, а с октября по ноябрь самолёт прошёл Госиспытания. После успешных испытаний развернули серийное производство самолёта уже под названием Ан-4. Строился в СССР и Польше (под обозначением An-2M — morski).

## Эксплуатация
В 1954—1955 годах началась опытная эксплуатация Ан-4. Он стал незаменим в Карелии, устье Печоры, Иртыше и других озёрно-речных районах, где на протяжении сотен километров нет площадок для посадки самолётов с колёсным шасси. Малая осадка позволяла эксплуатировать его в прибрежных районах озёр и рек глубиной 0,8—1,2 м, что упрощало швартовку. Ан-4 обладал хорошей манёвренностью благодаря установке водных рулей и реверсивного воздушного винта.
Самолёты Ан-4 эксплуатировались в Архангельске, Нарьян-Маре, Петрозаводске, Дудинке, Туруханске, Игарке, Хатанге, Туре, Иркутске, Салехарде, Сургуте, Тобольске, Карелии и других местах. Эти гидросамолёты обслуживали экспедиции, рыбозаводы, перевозили пассажиров, почту, продукты и другие грузы.
В 1983 году было принято решение о приостановлении эксплуатации и ремонта Ан-4.

## Технические характеристики
Источник: an2plane.ru
- Экипаж: 2 человека
- Пассажирских мест: 9

Двигатель
- 1 ПД Швецова АШ-62ИР 735,45 кВт (1000 л. с.)/542 кВт (738 л. с.) для взлётного/эксплуатационного режимов соответственно

Размеры
- Длина самолёта: 12,74 м
- Максимальная высота: 5,90 м
- Общий размах верхнего крыла: 18,17 м
- Общий размах нижнего крыла: 14,23 м
- Площадь крыла: 71,68 м
- Размеры грузовой кабины:

- длина: 4,1 м
- высота: 1,8 м
- ширина: 1,6 м

Массы и нагрузки
- Масса пустого самолёта: 3680 кг
- Вес коммерческого груза: 1000 кг
- Вес топлива максимальный: 885 кг (1200 л)
- Взлётная/посадочная: 5250 кг

Лётные данные
- Крейсерская скорость: 178 км/ч
- Максимальная скорость: 230 км/ч
- Дальность полёта: 1800 км
- Практический потолок: 3660 м
- Разбег: 190 м
- Пробег: 160 м